# Morse Cyclecar Company
Morse Cyclecar Company war ein US-amerikanischer Hersteller von Automobilen.

## Unternehmensgeschichte
Frank H. Morse hatte bei verschiedenen Herstellern Erfahrungen im Automobilbau gesammelt. Nachdem 1913 die Duquesne Motor Car Company aufgeben musste, entwickelte er selber ein Fahrzeug. 1914 war ein Prototyp fertig, der ausgiebig getestet wurde. Erst 1915 gründete er das Unternehmen in Pittsburgh in Pennsylvania. Im Sommer desselben Jahres begann die Serienproduktion. Der Markenname lautete Morse. 1916 endete die Produktion.
Weitere US-amerikanische Hersteller von Personenkraftwagen der Marke Morse waren Morse, Easton Machine Company, Morse Motor Vehicle Company und Morse-Readio Auto Company.

## Fahrzeuge
Im Angebot stand nur ein Modell. Es wurde zwar als Cyclecar bezeichnet. Allerdings erfüllte es die Kriterien nicht. Die Spacke Machine & Tool Company lieferte den Motor. Es war ein V2-Motor. 88,9 mm Bohrung und 93,218 mm Hub ergaben 1157 cm³ Hubraum. Die Motorleistung von 9 PS wurde über ein Zweigang-Planetengetriebe und Ketten an die Vorderräder übertragen. Frontantrieb war in der damaligen Zeit unüblich.
Das Fahrgestell hatte 267 cm Radstand. Der Personenkraftwagen war als Tandem-Roadster mit zwei Sitzen hintereinander karosseriert. Das Leergewicht betrug rund 238 kg. Daneben gab es einen leichten Lieferwagen. Der Neupreis betrug unabhängig vom Aufbau 350 US-Dollar.